# 福永街道

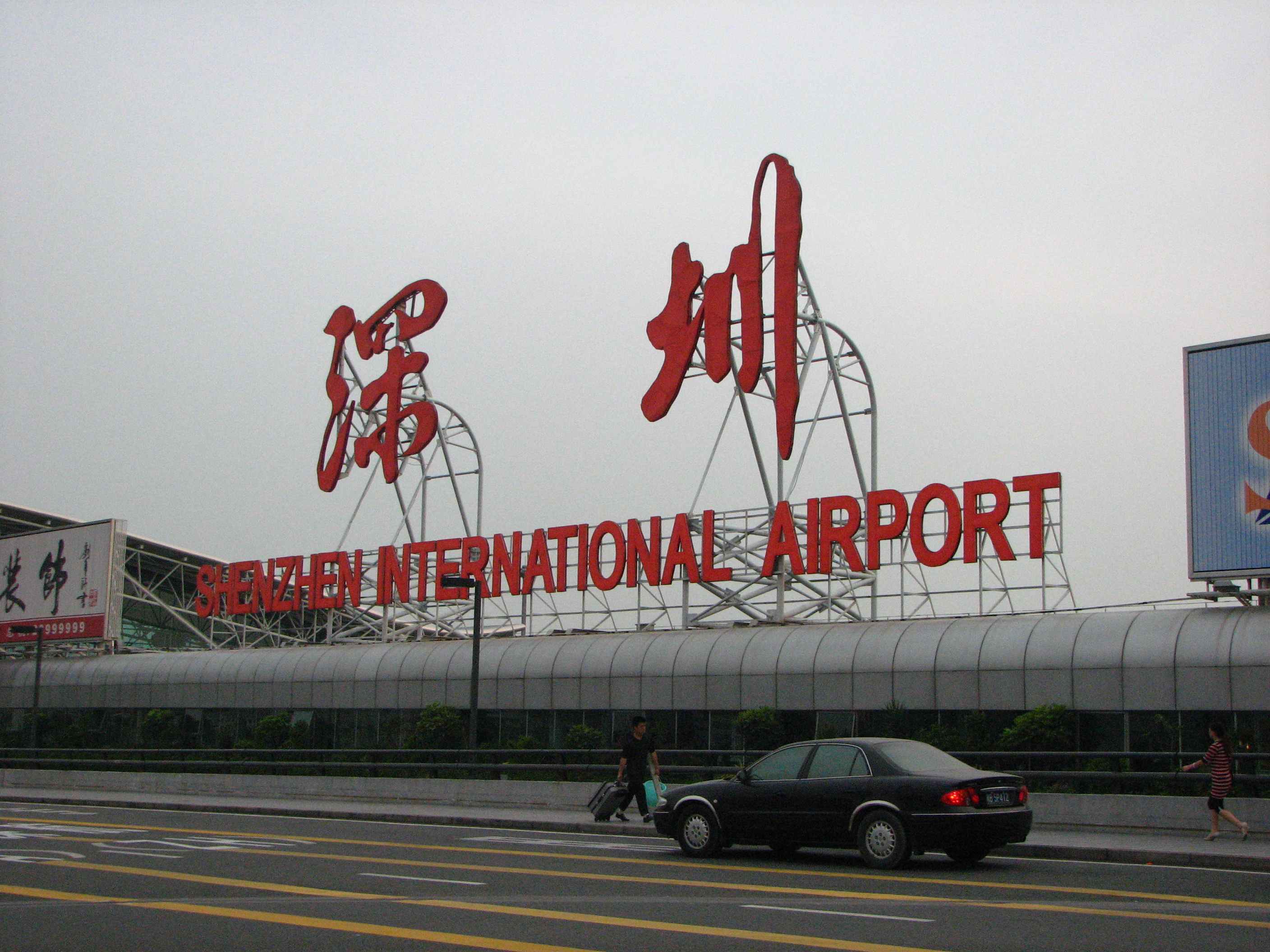
深圳機場

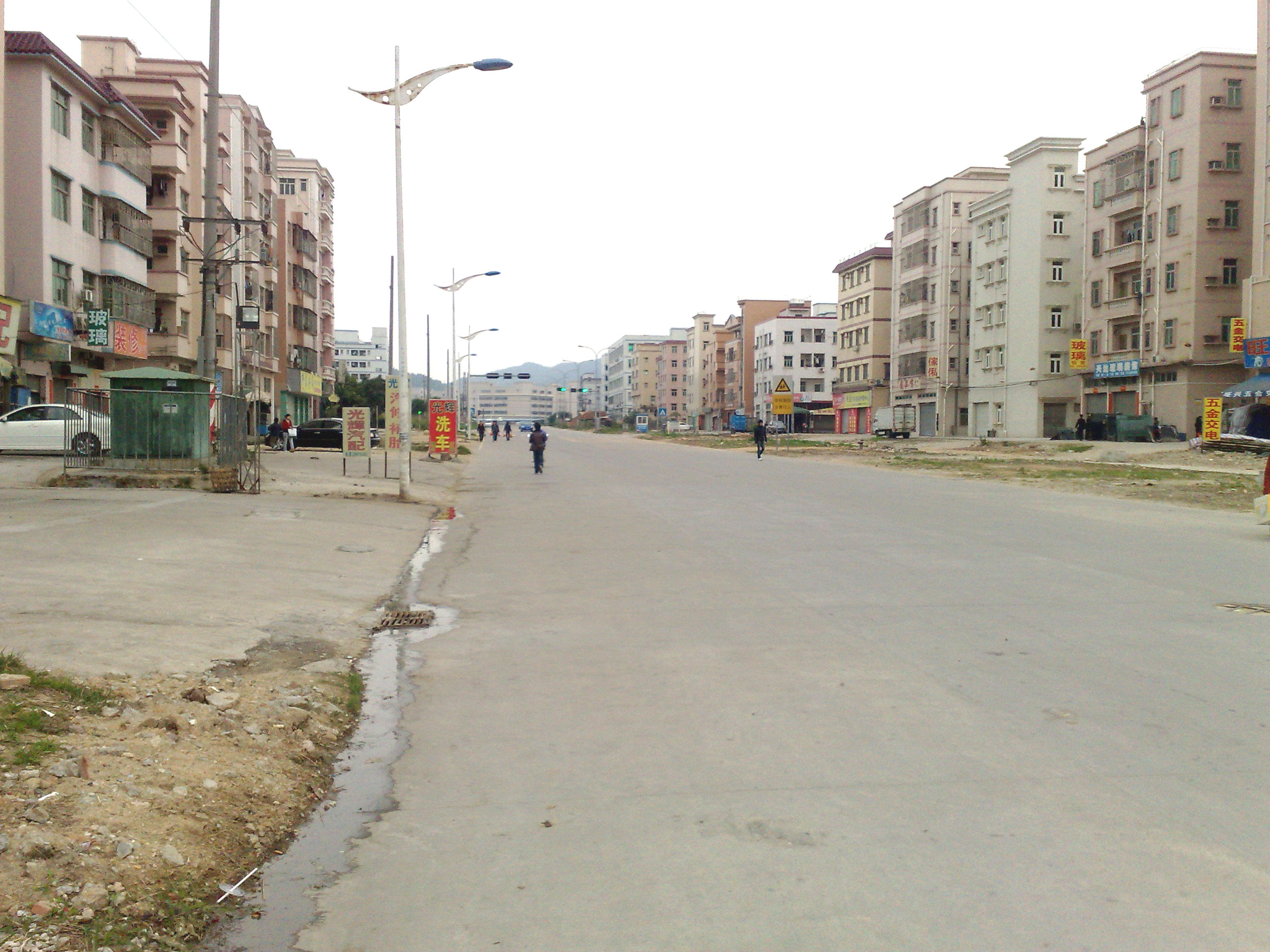
福永鳳凰村

福永街道是中国广东省深圳市宝安区下辖的一个街道，位于宝安区西南部，深圳市西北部。

## 沿革
福永作为地名，现可考最早源于“福永巡检司”。清朝时期，福永司管辖了现松岗、沙井、福永、公明、石岩一带的村庄，民国时废。而康熙《新安县志》记载有“福永村”。光绪三十四年（1908），设立福永乡。民国12-21年（1924-1932），福永又以三星堂作为乡名；1933年，三星堂与怀德、桥头合并，称“德星桥”乡
中华人民共和国成立后，1951年，国务院撤大乡划小乡，福永乡“恢复建制”。1955年8月，原宝安县第一区改名福永区，福永开始作为区、镇一级的行政单位，1958年3月，撤区并乡，设有福永乡（镇级）。在这之后，福永又经历了福永区、福永公社、福永乡、福永镇等建制（当中有一段时间并入沙井公社）。2004年7月，福永镇改为福永街道。2016年，福永街道析出福海街道。

## 地理
辖区总面积37.6平方公里，下辖7个社区，7个居委会。总人口46万人，其中户籍人口1.5万人。

## 經濟
福永街道主要是以製造業為主，内有工业企业900多家。2004年，年工业总产值228亿元。

## 交通
轄區內有深圳寶安國際機場、福永站、機場北站。

### 道路
- 107國道